# Lennie Weinrib
Lennie Weinrib (Bronx, 29 de Abril de 1934 - Santiago, 28 de Junho de 2006) foi um dublador norte-americano. Ficou mundialmente conhecido por ser a voz do pequeno Scooby-Loo nos shows, Scooby-Doo e Scooby-Loo, O Show do Scooby-Doo e do Scooby-Loo e Os Treze Fantasmas do Scooby-Doo. Lennie faleceu em 2006 de uma parada cardíaca.